# Austras koks
Austras koks ist die lettische Bezeichnung für den „Baum des Ostens“ (auch „Baum der Dämmerung“) in der baltischen Mythologie.
Es heißt, der Baum wächst vom Punkt des Sonnenaufgangs entlang des Himmelszelts bis zum Punkt des Sonnenuntergangs (der Dämmerung).
Der Austras koks hat silberne Blätter, kupferne Wurzeln und goldene Zweige. Er wird gewöhnlich als Eiche angenommen, welche entlang der Daugava in Kurzeme, Vidzeme oder Latgalen wächst. Austras koks symbolisiert den Sonnenlauf und die Weltordnung. Austras koks verweist auf den Tagesrhythmus und stellt die menschliche Weltvorstellung sowie Spiritualität dar.
In Lettland steht der Austras koks für das Universum:
- Seine Wurzeln symbolisieren die Unterwelt.
- Der Stamm symbolisiert die Mittelwelt.
- Die Blätter symbolisieren den Himmel, zu dem alles strebt.

Er verkörpert die Vergangenheit, die Gegenwart und die Zukunft – die Vorfahren, die Lebenden und die Nachkommen. Er ist das geistige Band zwischen diesen Zeitabschnitten und den Generationen.